# Saint-Julien-la-Vêtre
Saint-Julien-la-Vêtre este o comună în departamentul Loire din sud-estul Franței. În 2009 avea o populație de 384 de locuitori.

## Evoluția populației
| An        | 1975 | 1982 | 1990 | 1999 | 2006 | 2009 |
| --------- | ---- | ---- | ---- | ---- | ---- | ---- |
| Populație | 463  | 476  | 506  | 451  | 400  | 384  |